# 2015 en Lorraine
Chronologie de la Lorraine
- 2011
- 2012
- 2013
- 2014
- 2015
- 2016
- 2017
- 2018
- 2019

Cette page est une liste d'événements qui se sont produits durant l'année 2015 et qui concernent la  Lorraine.

## Éléments de contexte
« La Lorraine est la seule région française à partager ses frontières avec les trois différentes nations que sont l’Allemagne, le Luxembourg et la Belgique. Pour une superficie totale de 23 547 km², sa population était estimée à plus de 2 341 531 habitants en 2015 pour une densité de 99 habitants par km². Le français de Lorraine, le luxembourgeois et le lorrain sont les langues parlées dans cette région de France ».

## Événements

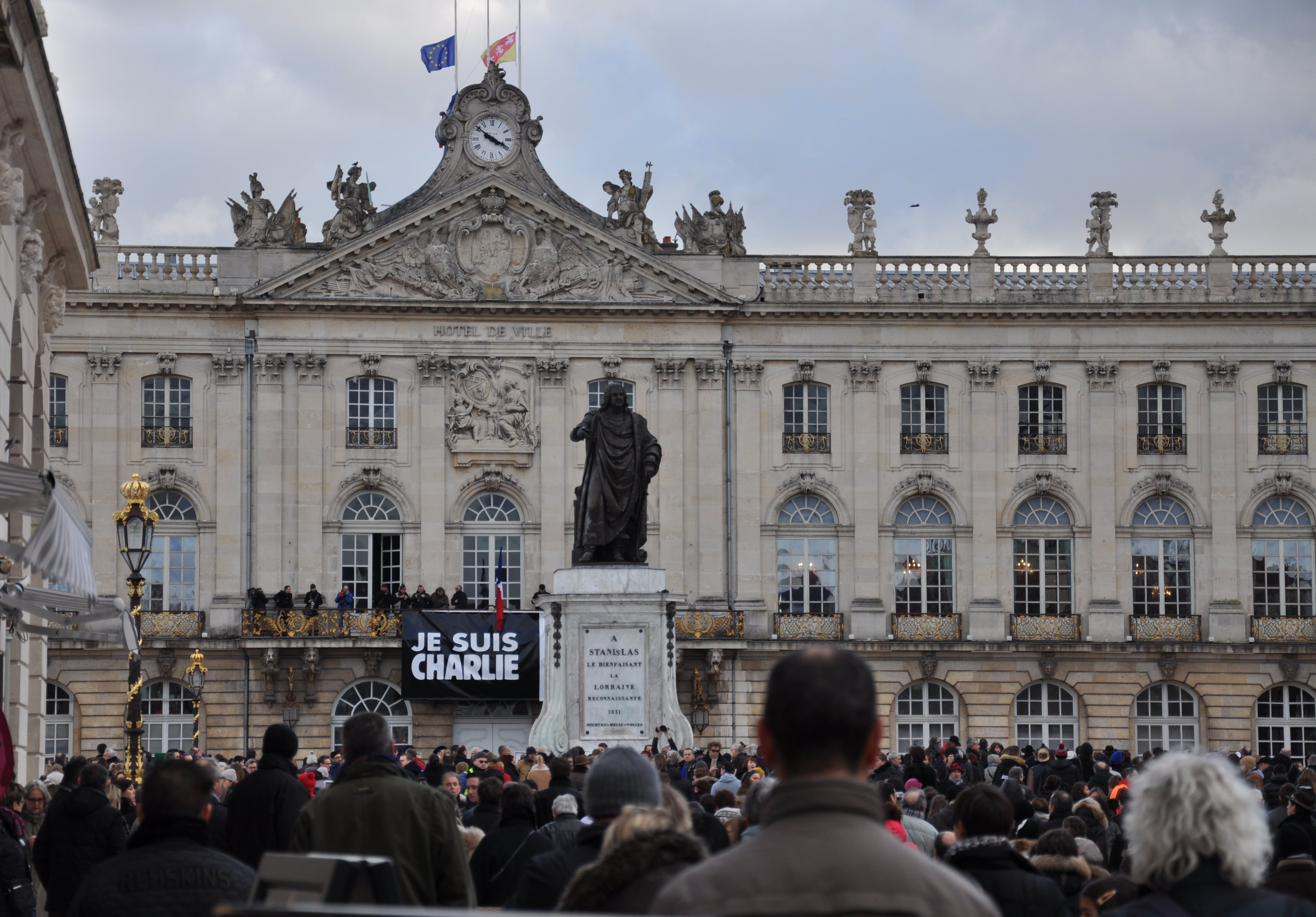
Manifestation place Stanislas le 11 janvier 2015.

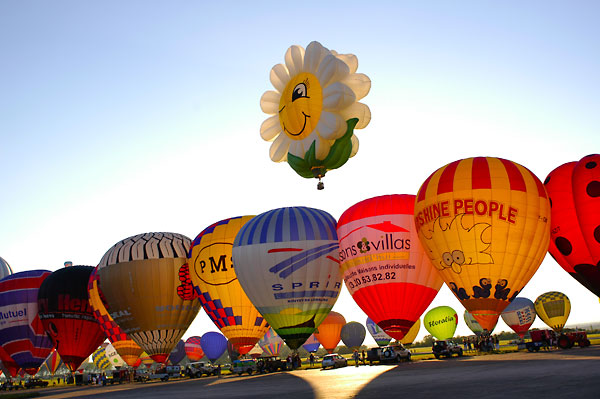
Mondial Air Ballons 2007 : La marguerite.

- Metz Handball remporte la Coupe de France de Handball Féminin.
- La Volante, thriller franco-belgo-luxembourgeois réalisé par Christophe Ali et Nicolas Bonilauri et sorti en 2015, est partiellement tourné à Metz[2].
- Renouvellement de la charte du parc naturel régional de Lorraine qui consacre l'intégration de 3 nouvelles communes dans le périmètre du PNR (Saint-Baussant en Meurthe-et-Moselle, Montsec dans la Meuse, Ars-sur-Moselle en Moselle), et le départ de 9 autres (Dieue-sur-Meuse, Génicourt-sur-Meuse, Mouilly, Rupt-en-Woëvre, Saint-Mihiel, Sommedieue, Vignot dans la Meuse, Guéblange-lès-Dieuze et Moyenvic en Moselle), portant à 183 le nombre de communes membres.
- Découverte des vestiges d'une villa gallo-romaine à Bulgnéville, lors de travaux de diagnistic préalable à la réalisation d'un lotissement.

### Janvier
- 11 janvier : grandes marches républicaines dans de nombreuses villes du Monde, en hommage aux victimes des attentats de janvier 2015 en France ; au moins 50 000 personnes dans les rues de Nancy[3], 45 000 à Metz.
- 16 janvier : Loi relative à la délimitation des régions, aux élections régionales et départementales et modifiant le calendrier électoral (loi no 2015-29), la Lorraine créée une grande région Est avec l'Alsace et la Champagne-Ardenne au 1er janvier 2016.
- 26 janvier : sept militaires de la base de Nancy-Ochey dont quatre officiers décèdent en Espagne lorsqu'un avion de combat F-16 de la force aérienne grecque s'écrase au décollage de la base d'Albacete, au cours d'un exercice aérien de l'OTAN. L'accident fait au total onze morts : les deux pilotes grecs de l'appareil ainsi que neuf aviateurs français tués au sol[4]. Il s'agit du plus grave accident de l'histoire de l'OTAN en dehors d'une zone de conflit, et l'un des plus graves au sein de l'Armée de l'air française[5].

### Février
- Hasbro introduit de vrais billets de banque dans une boite de Monopoly sur sa base logistique de Creutzwald[6].

- 12 février : le sénateur François Grosdidier est condamné pour détournement de biens publics à 6 000 € d'amende[7].

### Mars
- 22 et 29 mars : 
  - Élections départementales de 2015 en Meurthe-et-Moselle ;
  - Élections départementales de 2015 dans la Meuse ;
  - Élections départementales de 2015 en Moselle ;
  - Élections départementales de 2015 dans les Vosges.

### Mai

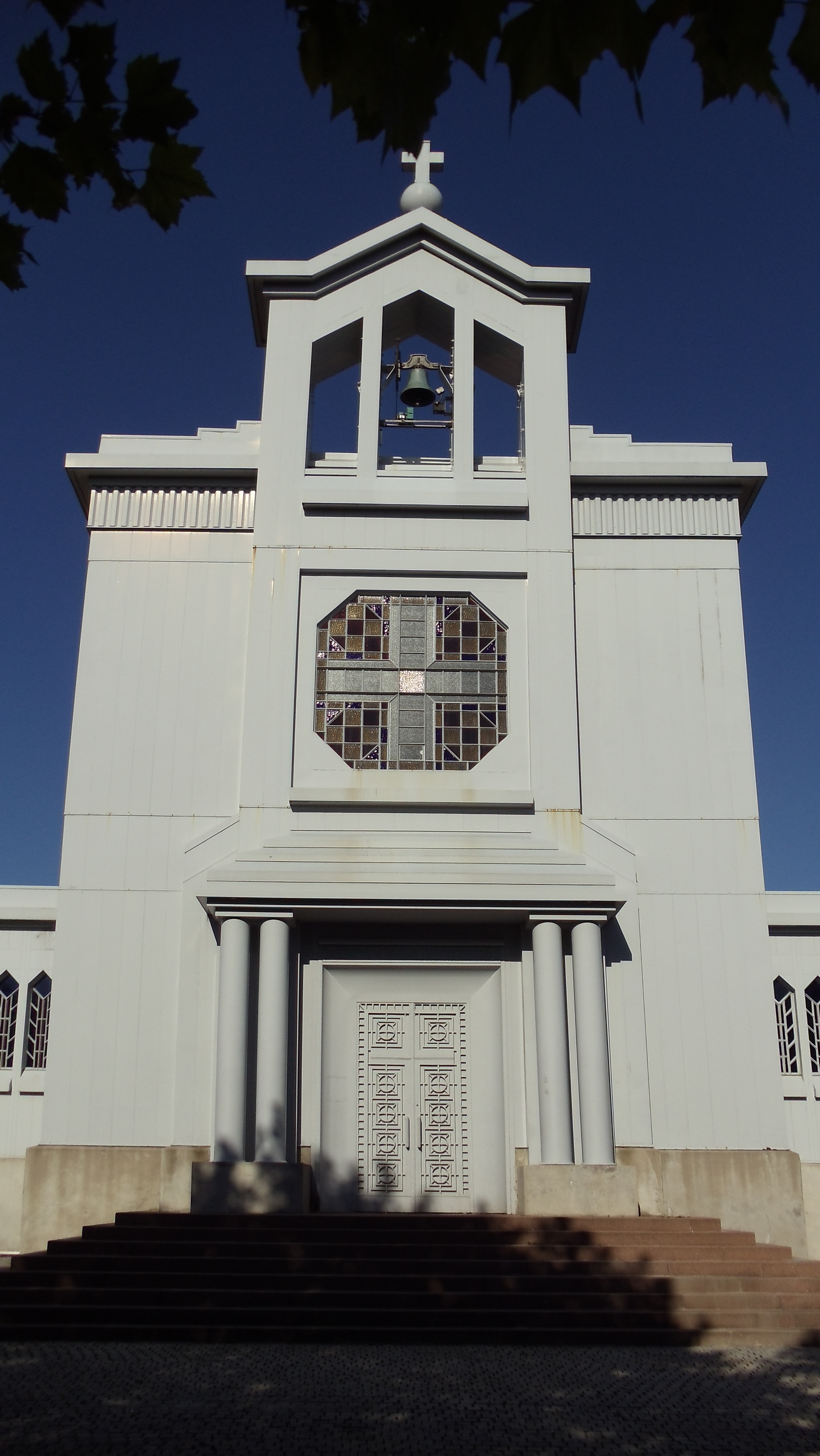
Église Sainte Barbe de Crusnes

- L'église de fer de Crusnes est rachetée par Léonor Scherrer, fille du couturier[6],[8].

### Juin
- 20 juin : 60ème Rallye de Lorraine remporté par Benoît Rousselot et Gilles Mondésir sur une Ford Fiesta RS WRC[9].

### Juillet
- 26 juillet : dans le cadre de Mondial Air Ballons, 433 montgolfières décollent ensemble à Chambley (Meurthe-et-Moselle). Nouveau record du Monde[10].

### Août
- Reine de la mirabelle 2015 : Charlène Charo[11]
- 4 août : Eliott Sarrey, originaire de Maron, est le seul Français retenu pour la finale du concours scientifique Google Science Fair. Il présentera son invention lors de la finale en Californie : un robot-jardinier[12].

### Septembre
- 5 septembre : 
  - élection de Miss Lorraine 2015 à Vittel en présence de Camille Cerf Miss France 2015. Sylvie Tellier a fait appel au comité Miss Bourgogne pour organiser l'élection et pour encadrer la nouvelle Miss Lorraine jusqu'à l'élection de Miss France 2016[13].
  - Jessica Molle est élue Miss Lorraine [14].

- 13 septembre : première édition de la course cycliste "Gentlemen Marcel Hocquaux" en hommage au célèbre courreur cycliste lorrain. Il s'agit d'un contre la montre de 25 km par équipe de deux sur un tracé Vigy - Bettelainville - Saint-Hubert - Vigy[15].

### Octobre

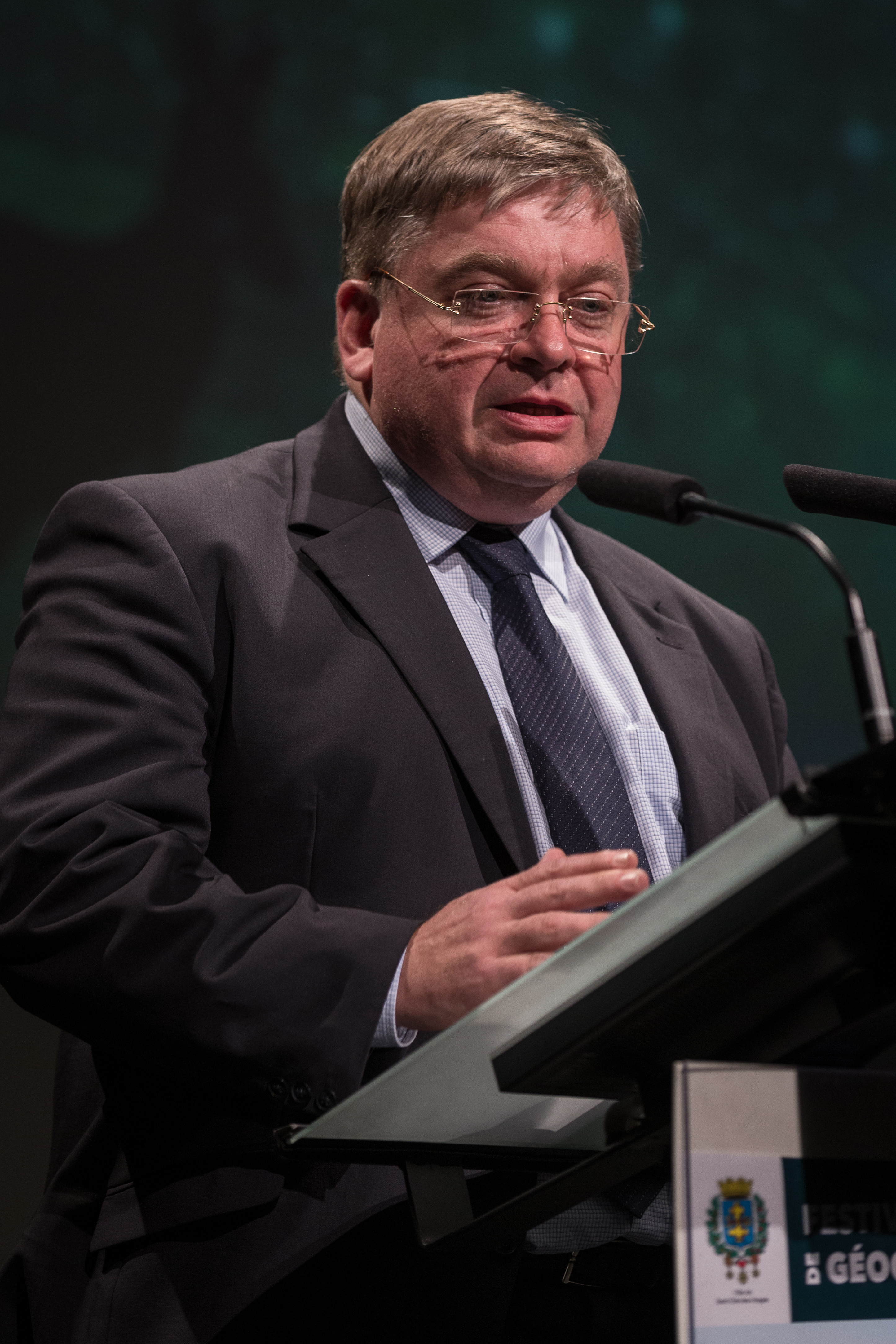
François Vannson lors de la cérémonie d'ouverture du Festival International de Géographie

- 2, 3 et 4 octobre : Festival international de géographie, à Saint-Dié-des-Vosges, sur le thème : Les territoires de l'imaginaire. Utopie, représentation et prospective[16]..
- 29 octobre 2015,  François Hollande, président de la République, lors d'un déplacement dans la région, boit le café à Vandoeuvre-les-Nancy chez Lucette Brochet, infirmière retraitée[17],[18]. Cette visite avait été préparée par la Mairie et par les services de l'Élysée[19],[20].

### Décembre
- Décembre : Élections régionales de 2015 en Alsace-Champagne-Ardenne-Lorraine.

## Inscriptions ou classements aux titre des monuments historiques
- Dans les Vosges : Théâtre du Peuple[21]; Filature des Aulnes[22]

## Décès
- 13 janvier à Vantoux (Moselle) : Sylvain Post[23], né le 4 mai 1946 à Sarreguemines , journaliste et écrivain français en Sciences de la Terre.
- 5 mai à Saint-Avold : Willy Moy, gymnaste artistique français né le 13 juin 1956.
- 12 mai : François Zanella, l'emblématique constructeur et capitaine d'une réplique de paquebot, mort avant que son bateau n'ait trouvé (re)preneur[24],[25].
- 14 mai
  - à Metz : Gaston Schwinn, astrologue et ancien journaliste au Républicain lorrain. Il est né à Creutzwald (Moselle) en 1946[26]. Il est, en 2010, correspondant à Point 24 (Luxembourg). Il est également membre de l'APCIG (Association Professionnelle des Critiques et Informateurs de la Gastronomie et du Vin) et testeur Bottin gourmand pour la Moselle.
  - à  à Saint-Dié-des-Vosges : Christian Didier, né le 11 février 1944 à Saint-Dié-des-Vosges (Vosges), connu pour  avoir assassiné en 1993 René Bousquet, l'ancien chef de la police de Vichy. Il s'est d'abord fait connaître par ses apparitions inopinées sur les plateaux de télévision.
- 17 mai : Claude Carliez est un maître d'armes et cascadeur français né le 10 janvier 1925 à Nancy .
- 2 août à Vittel : Hubert Voilquin, né le 7 mai 1923 à Médonville (Vosges) , homme politique français.
- 20 novembre à Nancy : Pierre Cortellezzi[27], organiste français né à Pont-Saint-Vincent le 17 mars 1926, titulaire du grand orgue de la cathédrale de Nancy.
- 18 décembre à Moulins-lès-Metz : Serge Bonnet, né le 3 août 1924 à Châlons-sur-Marne (Marne)[28], prêtre dominicain et sociologue français. Au cours de sa vie, il exerce notamment les professions de chroniqueur politique, écrivain, universitaire et chercheur au CNRS. Spécialiste des milieux industriels et ouvriers, il est un fervent défenseur de la religion populaire et du rôle des laïcs au sein de l'Église. Prédicateur de talent, il devient également une figure médiatique dans les années 1970 et 1980.
- 23 décembre à Metz : Jean-Marie Pelt, né le 24 octobre 1933 à Rodemack en Moselle [29],[30], est un pharmacien, biologiste, botaniste et écologue[31] français, professeur agrégé puis professeur honoraire des universités en biologie végétale et pharmacognosie. Il fut maire-adjoint de Metz, ville où il présidait l’Institut européen d’écologie, une association de recherche et de promotion de l'écologie notamment en milieu urbain[32].